# Кудрівка
Ку́дрівка — село в Україні, у Сосницькій селищній громаді Корюківського району Чернігівської області. Населення становить 838 осіб. До 2020 орган місцевого самоврядування — Кудрівська сільська рада.

## Історія
Поселення ранньослов'янської культури та княжого часу при злитті р. Чорнотичі й Убеді. Згадується у 1672 р. як маєтність Генерального судді Івана Домонтовича. Указом І. Мазепи 1687 р. село з двірцем, з млинами, з бором, з гутою над р. Лютою надано Генеральному судді Саві Прокоповичу за відвагу у Кримському поході. В «Историко- статистическом описании Черниговской епархии. Кн. 6.» (1874 рік видання) згадується, що село Кудрівка грамотою 1672 року було передано генеральному судді Домонтовичу, а перед цим воно було в володінні Дем'яна Ігнатовича. З 1689 р. по 1728 р.- йшли судові суперечки між селами Кудрівка, Хлопяниками, Ляшківцями, Жуклями за ліс над р. Убідь.
У к. XVII ст. село належало до Сосницької сотні Чернігівського полку. 20 вересня 1689 року російські царі Іван і Петро Олексійовичі дарують генеральному судді Саві Прокоповичу, на його прохання, с. Кудрівку Сосницької сотні.
У 1722 р. згадується шинок, школа, шпиталь, церква і 195 селянських дворів. Війт посполитих селян - Василь Пилипенко, отаман козаків Лаврін Лишній брав участь у 8 походах. У 1750 р.- 123 посполиті двори належали Івану Домонтовичу.
З 1770 р. налічувалося 1235 парафіян сільської церкви. У 1781 р. у селі 235 хат. Бунчукові товариші Федір і Степан Домонтовичі мали понад 600 ревізьких душ. 1810р.- 740 ревізьких (чоловічих) душ.
1885 р.-2117 жителів в 311 дворах, 2 постоялки, 2 вітряки. За переписом 1897 р.- 384 двори, 2314 жителів, земська школа, кредитове товариство, дерев'яна Різдва Богородиці церква. Селяни Кудрівки доправляли вирощений тютюн для перероблення в м.Ригу і Польщу. У 1973 р.- 513 дворів і 1658 жителів.
У січні 1906 року відбулася сутичка селян з владою.
Комуністичну владу встановлено в січні 1918 року. Безславно з 1923 року діяла комуна "Зоря життя".
У 1923 - 1925 роках село входило до складу Чорнотичеського району Сновської округи, мало 406 господарств і 2182 жителя.
На території села розташована братська могила воїнів радянської армії, що загинули при обороні та звільненні села у вересні 1941 та у  вересні 1943 років.
На схід від села розташовані природоохоронні території: Вузьке (гідрологічний заказник), Вузьке (орнітологічний заказник), Кудрівський ботанічний заказник, Приубідьський ботанічний заказник, Піски (ботанічний заказник).
Урочища - Дьогтярина, Ромаська.
12 червня 2020 року, відповідно до розпорядження Кабінету Міністрів України № 730-р «Про визначення адміністративних центрів та затвердження територій територіальних громад Чернігівської області», увійшло до складу Сосницької селищної громади.
19 липня 2020 року, в результаті адміністративно-територіальної реформи та ліквідації Сосницького району, увійшло до складу Корюківського району Чернігівської області.

## Особистості
- Домонтович Михайло Олексійович (нар. 24 листопада 1830, Кудрівка — 8 жовтня 1902, Петербург) — український дворянин із старої малоросійської шляхти. Генерал від інфантерії армії Російської імперії. Також військовий історик. Батько Олександри Коллонтай.
- Гордієнко Панас Павлович (*22 серпня 1896, Кудрівка — 29 квітня 1957) — військовий і громадський діяч, командир сотні та куреня 15-го полку ім. Тараса Шевченка; сотник кінноти Армії УНР.
- Петровський Микола Неонович (1894, Кудрівка – 1951) — історик-медієвіст, археограф, дослідник історії України XVII—XVIII століть, член-кореспондент АН УРСР.
- Власко Семен Сидорович (1904-1967) - кобзар, бандурист, бубніст. Знімався у фільмі "Зачарована Десна"[8]